# Folkrepubliken Zanzibar och Pemba
Folkrepubliken Zanzibar och Pemba var en statsbildning som bestod av öarna i Zanzibararkipelagen. Den existerade i mindre än ett års tid, innan man gick samman med Tanganjika och bildade Tanzania.

## Historik
I samband med Revolutionen i Zanzibar utropades ett revolutionsråd, med Abeid Karume som president och Abdulrahman Mohammad Babu som utrikesminister.

### Fotnoter
1. ↑  ”Zanzibar” (på engelska). World Statesmen. http://www.worldstatesmen.org/Tanzania.html#Zanzibar. Läst 9 november 2015.